# Călugărița Jerónima de la Fuente
Călugărița Jerónima de la Fuente este un tablou al pictorului baroc spaniol Diego Velázquez, realizat în 1620 este o pictură portretă de Diego Velázquez și o prezintă pe călugărița Jerónima de la Fuente. Acum este expus la Muzeul Prado din Madrid, Spania.

## Istorie
Descoperită pentru prima dată la o expoziție din 1926, pictura a fost atribuită inițial lui Luis Tristán. În timpul restaurării însă, a apărut semnătura lui Diego Velázquez. Velázquez a pictat Jerónima în iunie 1620 în timpul scurtei opriri de două luni a Jerónimei de la Asunción în Sevilia, Spania, pe drumul spre Filipine. Pictura a fost comandată de unul dintre franciscanii care îi însoțeau pe Jerónima sau pe Alvaro de Villegas, vicarul mănăstirii Santa Isabel din Toledo.
Jerónima este unul dintre cele mai vechi portrete cunoscute ale lui Velázquez și, în consecință, unul dintre cele mai vechi consemnări ale „cultului în ascensiune” al Jerónimei, care era „semnificativ mai renumit” decât Velázquez la vremea realizării picturii. Jerónima a ajutat la dezvoltarea reputației sale și a ajutat semnificativ carierei lui; el va deveni ulterior pictor al curții. Portretul integral este acum expus în Muzeul Prado din Madrid, care l-a achiziționat de la Santa Isabel în 1944. O copie aproape identică a picturii rămâne în Toledo, în timp ce o versiune pe jumătate ca lungime a originalului, pictată de Velázquez sau de un discipol de-al său, este proprietatea unui colecționar anonim din Santiago de Chile.

## Descriere
Portretul lui Velázquez o înfățișează pe Jeronima în picioare cu un fundal întunecat în spate, în timp ce ține o carte mică în mâna stângă și un crucifix din lemn în mâna dreaptă. Un citat cu majuscule din Plângerile lui Ieremia 3:26: „Este bine să aștepți mântuirea lui Dumnezeu în tăcere” este înscris în partea de sus a portretului. Lângă gura călugăriței,  pe o banderolă este trecut un verset modificat din Psalmi: „Voi fi mulțumit atâta timp cât EL este glorificat”. În partea de jos este un text lung scris în spaniolă: „Acesta este adevăratul portret al Maicii Jerónima de la Fuente, devotată mănăstirii Sf. Isabel de los Reyes, din Toledo, fondatoare și prima stareță a mănăstirii Sta Clara de la Concepción a primului ordin franciscan din orașul Manila, în Insulele Filipine. Ea și-a propus să realizeze această fundație la 66 de ani marți, 28 aprilie 1620. Madre Ana de Cristo, Madre Leonor de Sanct Francisco, călugărițe și Sor Juana de Sanct Antonio, novice, au plecat în compania ei din această mănăstire. Toate au fost persoane de mare importanță pentru o lucrare atât de eminentă”.
În realizarea picturii Jerónima, Velázquez a fost puternic influențat de socrul și mentorul său Francisco Pacheco. Tabloul este remarcat pentru „tușele înguste” și „utilizarea caravaggio-escă a clarobscurului cu caracterizări puternice și o lumină brută care subliniază neiertător neregulile feței și ale mâinilor”, ceea ce reflectă preferința lui pentru realism înaintea relocării la Madrid. Pictura creează o „imagine sacră” care este „plină de adevăr, creând totodată un model exemplar de sfințenie”. Velázquez și-a bazat, de asemenea, pictura pe mai multe reprezentări locale ale sfinților franciscani și ale altor personaje importante, inclusiv Elisabeta a Portugaliei și Clara de Assisi, plus câteva dintre picturile proprii ale lui Pacheco.